# Campo Novo
Campo Novo är en kommun i Brasilien.   Den ligger i delstaten Rio Grande do Sul, i den södra delen av landet, 1 500 km söder om huvudstaden Brasília. Antalet invånare är 5 459.
Trakten runt Campo Novo består till största delen av jordbruksmark. Runt Campo Novo är det ganska glesbefolkat, med 23 invånare per kvadratkilometer.